# Hugo Juan Gobbi
Hugo Juan Gobbi (Las Breñas, 27 de agosto de 1928-Buenos Aires, 2 de julio de 2006) fue un diplomático de carrera argentino que se desempeñó como embajador de su país en Egipto, España e Israel, secretario de Estado y representante especial del Secretario General de las Naciones Unidas.

## Biografía
Estudió en la Facultad de Derecho de la Universidad de Buenos Aires, ingresando al Servicio Exterior de la Nación en 1954. Fue profesor de derecho internacional. Se doctoró en 1960, siendo su tesis titulada «El método de interpretación en el Derecho Constitucional». Fue miembro del Comité Jurídico Interamericano.
A lo largo de su carrera desempeñó varios cargos, siendo delegado alterno ante la Organización de Estados Americanos (OEA) y la Organización de las Naciones Unidas (ONU). En la OEA, fue alterno de Ricardo Colombo, embajador entre 1963 y 1966. En 1965, mientras Colombo no se encontraba en Washington D. C., Gobbi votó a favor de la creación de la Fuerza Interamericana de Paz para intervenir en la República Dominicana, siguiendo la voluntad del canciller Miguel Ángel Zavala Ortiz. El voto argentino fue clave para alcanzar los dos tercios necesarios para aprobar la resolución. En la ONU fue adjunto de José María Ruda, embajador entre 1966 y 1970, participando en la redacción de la Resolución 242 del Consejo de Seguridad de las Naciones Unidas.
Fue embajador en Egipto, Arabia Saudita y Checoslovaquia. En 1974 firmó un acuerdo cultural con el gobierno egipcio.
Tras el golpe de Estado de 1976, fue expulsado del Ministerio de Relaciones Exteriores, junto a otros diplomáticos de carrera por razones ideológicas.
Entre mayo de 1980 y diciembre de 1983 fue representante especial del Secretario General de las Naciones Unidas en Chipre, en el marco de la misión de la Fuerza de las Naciones Unidas para el Mantenimiento de la Paz en Chipre. Sucedió en el cargo al salvadoreño Reynaldo Galindo Pohl, y posteriormente fue reemplazado por el chileno James Holger. También fue representante del Secretario General «para seguir la situación de los derechos humanos en Polonia».
Bajo el gobierno de Raúl Alfonsín, el 13 de diciembre de 1983 fue designado Secretario de Relaciones Exteriores para Asuntos Especiales del Ministerio de Relaciones Exteriores y Culto, cargo creado para administrar el conflicto del Beagle con Chile, y para restablecer relaciones con el Reino Unido luego de la guerra de las Malvinas. Ocupó el puesto por pocos meses, renunciando en marzo de 1984 por diferencias con la Secretaria de Relaciones Internacionales (vicecanciller) Elsa Kelly. Fue reemplazado por Jorge Federico Sábato.
Posteriormente, fue designado embajador en España, ocupando el cargo hasta 1989.
En julio de 1991 Carlos Menem lo nombró embajador en Israel, desempeñando el cargo hasta octubre de 1993.
Falleció en julio de 2006.
Su hijo Hugo Javier Gobbi también es diplomático.

## Condecoraciones
- 1967: Gran Cruz de la Orden del Mérito Civil (España).[22]

## Obra
- El nuevo orden internacional, con prólogo de Carlos Ortiz de Rozas. Ed. Abeledo Perrot (1998).[23]
- George W. Bush y la ostentación del poder (2005).[1]